# Plínio Salgado
 (décembre 2020).
Le contenu est difficilement compréhensible vu les erreurs de traduction, qui sont peut-être dues à l'utilisation d'un logiciel de traduction automatique.
Pour les articles homonymes, voir Salgado.
Plínio Salgado, né le 22 janvier 1895 à São Bento do Sapucaí (Brésil) et mort le 8 décembre 1975 à São Paulo (Brésil), était un homme politique, écrivain, journaliste et théologien brésilien. Il fonde et dirige l'Action intégraliste brésilienne, un parti politique inspiré par le régime fasciste de Benito Mussolini.

## Biographie

### Jeunesse
Né dans la petite ville conservatrice de São Bento do Sapucaí, dans l'État de São Paulo, Plínio Salgado était le fils du colonel Francisco das Chagas Salgado, dirigeant politique local, et d'Ana Francisca Rennó Cortez, enseignante. Enfant très actif à l'école, il s'intéressait particulièrement aux mathématiques et à la géométrie. Après la perte de son père, à l'âge de 16 ans — un fait qui aurait fait de lui un jeune homme amer —, ses intérêts se tournèrent vers la psychologie et la philosophie.
À l'âge de 20 ans, Salgado a fondé et dirigé l'hebdomadaire Correio de São Bento. En 1918, il a commencé sa vie politique en prenant part à la fondation du Parti municipaliste. Ce parti a rassemblé des dirigeants municipaux de municipalités de la région de la vallée du Paraíba et a plaidé pour l'autonomie municipale.
Également cette année-là, Salgado épouse Maria Amélia Pereira. Le 6 juillet 1919, sa fille unique, Maria Amélia Salgado, est née. Quinze jours après avoir donné naissance à la fille du couple, son épouse, Maria Amélia, décède. Rempli de chagrin, Plínio refusa l'étude des philosophes matérialistes et trouva du réconfort dans la théologie catholique romaine. Il commença à étudier les œuvres de penseurs catholiques brésiliens, tels que Raimundo Farias Brito et Jackson de Figueiredo. Encore une fois, la mort d'un être cher a eu un impact considérable sur le cours de la vie de Salgado. Il ne se remarierait que 17 ans plus tard, avec Carmela Patti.
À travers ses articles dans le Correio de São Bento, Salgado fut connu de ses collègues journalistes à São Paulo et fut invité en 1920 à contribuer au Correio Paulistano (pt), journal officiel du Parti républicain pauliste (en), où il devint un ami du poète Menotti Del Picchia. Il était un membre discret de la Semaine d'art moderne en 1922. Il a publié son premier roman, O Estrangeiro en 1926. Après cela, aux côtés de Cassiano Ricardo (en), del Picchia et Cândido Mota Filho (en), il a lancé le mouvement Vert-Jaune, un groupe nationaliste au sein du mouvement moderniste. L'année suivante, également aux côtés de del Picchia et de Ricardo, Salgado lança l'école d'Anta, qui exaltait les peuples autochtones, en particulier les Tupi, en tant que véritables porteurs de l'identité brésilienne.
La même année, il publie son livre Literature and Politics, dans lequel il défend les idées nationalistes avec une forte position antilibérale et pro-latifundia, inspiré par Alberto Torres (en) et Oliveira Viana. Son passage à la politique d'extrême droite a amené Ricardo à lancer le Mouvement Drapeau, une dissidence social-démocrate des mouvements Vert-Jaune et Anta.

### Intégralisme
En 1930, Salgado a soutenu la candidature à la présidence de Júlio Prestes contre Getúlio Vargas. À cette époque, lors d'un voyage en Europe, il était impressionné par le mouvement fasciste de Benito Mussolini en Italie. Après son retour au Brésil, le 4 octobre 1930, un jour après le début de la révolution de 1930 qui a destitué le président Washington Luís, Salgado écrivit deux articles dans les colonnes du Correio Paulistano (pt) pour défendre son administration. Néanmoins, avec la victoire des révolutionnaires, il a commencé à soutenir le régime de Vargas.
Dans le journal A Razão, fondé par Alfredo Egídio de Sousa Aranha (pt), Salgado développa une intense campagne contre la constitutionnalisation du Brésil. En tant que tel, il a suscité la colère des activistes anti-dictature, qui ont incendié le bureau du journal juste avant le déclenchement de la révolution constitutionnaliste.

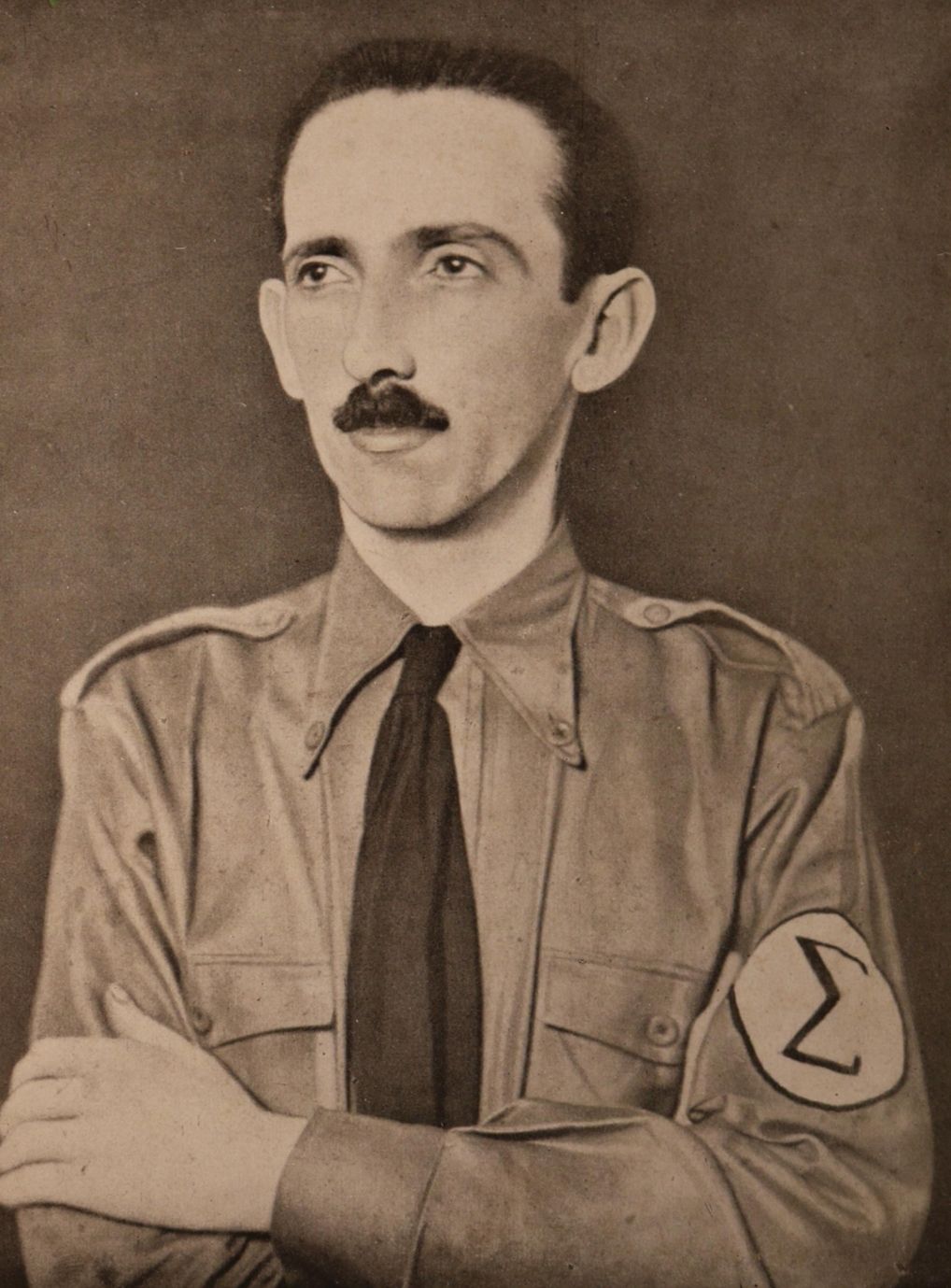
Salgado en tenue de milicien intégraliste en 1935.

En février 1932, Salgado créa la Sociedade de Estudos Políticos, qui réunissait des intellectuels sympathisants du fascisme. Le 7 octobre 1932, il a lancé un manifeste qui fournissait les lignes directrices d'un nouveau parti politique, l'Action intégraliste brésilienne.

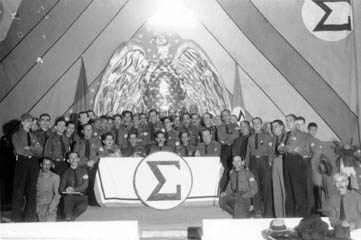
Le congrès intégraliste de Blumenau en 1935 avec Salgado assis au centre

Salgado reprend pratiquement tout le symbolisme fasciste — tout en rejetant publiquement le racisme — en développant une organisation paramilitaire avec des rangs en uniforme à la chemise verte, [1] des manifestations de rue hautement réglementées et une rhétorique agressive. Le mouvement a été directement financé, en partie, par l'ambassade d'Italie dirigée par Roberto Cantalupo (it). Le salut romain était accompagné du cri du mot tupi Anauê, qui signifie « tu es mon frère », tandis que la lettre grecque sigma (Σ) était le symbole officiel du mouvement. Bien que Salgado n'ait jamais été un antisémite, de nombreux cadres du parti comme Gustavo Barroso (en) ont adopté des points de vue antisémites.
L'Action intégraliste brésilienne a tiré son soutien des immigrants italiens de la classe moyenne inférieure, d'une grande partie de la communauté portugaise, des Brésiliens de la classe moyenne inférieure et des officiers de l'armée, en particulier de la marine. Au fur et à mesure que le parti grandissait, Vargas s'est tourné vers l'intégralisme en tant que seule base de soutien mobilisée sur la droite, exaltée par sa répression de type fasciste contre la gauche brésilienne. En 1934, le mouvement de Salgado cibla le Parti communiste - alors dirigé par Luiz Carlos Prestes, en tant que parti clandestin - mobilisant une base de soutien conservatrice pour se livrer à des bagarres de rue et au terrorisme urbain (en).
En 1937, Salgado lança sa candidature à la présidence pour les élections générales prévues en janvier 1938. Cependant, conscient de l'intention de Vargas de rester au pouvoir, il appuya son coup d'État, nommé Estado Novo, en espérant que l'intégralisme devienne la doctrine du nouveau régime, car Vargas lui avait promis le ministère de l'Éducation (en). Mais Vargas a, contrairement à sa promesse, interdit le parti intégraliste en même temps que tous les autres partis politiques le 3 décembre 1937.
En 1939, des militants intégralistes ont tenté deux fois, en mars et en mai, de promouvoir des soulèvements contre Vargas. Salgado a été arrêté après le soulèvement de mai - emprisonné au fort de Santa Cruz à Niterói (Rio de Janeiro) - et envoyé environ un mois plus tard pour un exil de six ans au Portugal salazariste. Pendant cette période, Salgado a cherché constamment à se réconcilier avec le régime, en louant plusieurs de ses initiatives, notamment sa déclaration de guerre à l'Allemagne nazie et à l'Italie fasciste en 1942.
Après la guerre, Plínio retourne au Brésil en 1946, modère son discours et fonde le Parti de la représentation populaire (en), mais perd rapidement en influence.